# دن ویلیامز
دن ویلیامز (انگلیسی: Don Williams؛ زادهٔ ۲۷ مهٔ ۱۹۳۹ و درگذشته ۸ سپتامبر ۲۰۱۷ میلادی) یک موسیقی‌دان اهل ایالات متحده آمریکا بود.
او در ۸ سپتامبر ۲۰۱۷ بر اثر بیماری مزمن انسدادی ریه درگذشت.